# Гебхард II фон Кверфурт

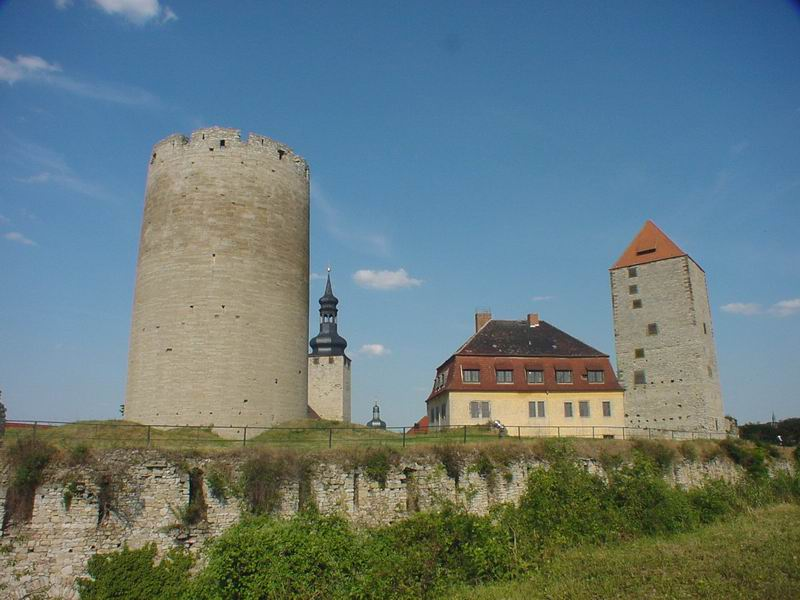
Замок Кверфурт

Гебхард II фон Кверфурт (нем. Gebhard II von Querfurt; убит 18 февраля 1126 при Хлумце) — граф Кверфурта.
Сын графа Кверфуртского Бурхарда. Сторонник императора Лотаря II. Участвовал на стороне императора в битве при Хлумце, где и был убит 18 февраля 1126 года.

## Семья
Был женат на Оде фон Аменслебен, дочери графа Дитриха (ум. 1120). Дети:
- Бурхард II (ум. 1161), граф Кверфурта и бургграф Магдебурга (1136—1161)
- Конрад (ум. 1142) архиепископ Магдебурга (1134—1142)
- Гебхард III (ум. 18 февраля 1126), убит при Хлумце
- Зигфрид (ум. ок. 1150), епископ Вюрцбурга